# Артур Белл (веслувальник)
Артур Белл (англ. Arthur Bell, 20 лютого 1899 — 23 лютого 1963) — канадський академічний веслувальник.
Срібний призер Олімпійських Ігор 1924 року в складі вісімки.